# 노키아 6680

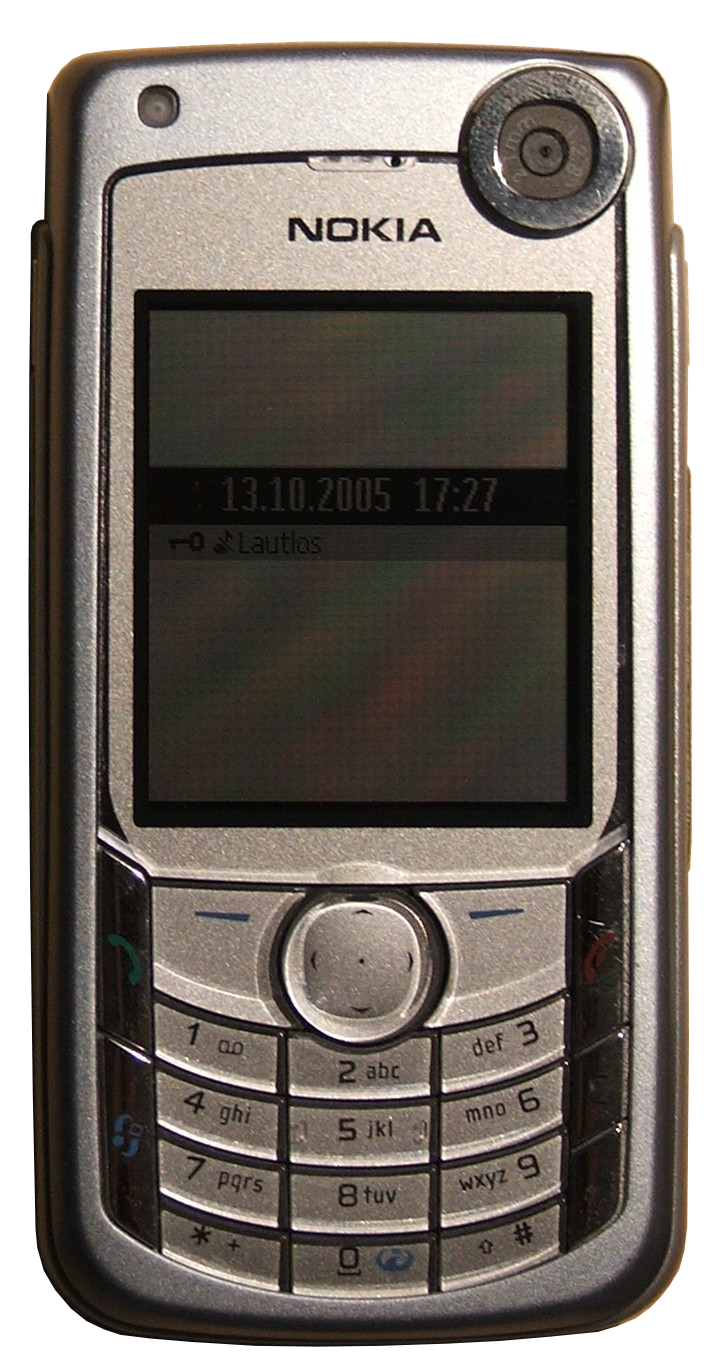
노키아 6680

노키아 6680은 Series 60 2nd Edition 사용자 인터페이스를 갖춘 심비안 운영 체제를 실행하는 고급 3G 스마트폰이다. 2005년 2월 14일에 발표되었으며 다음 달에 출시되었다. 6680은 전면 카메라가 장착된 노키아 최초의 장치였으며 특히 화상 통화용으로 판매되었다. 또한 카메라 플래시를 탑재한 노키아 최초의 제품이기도 했다. 소매가 500유로에 판매되었다. 이는 그해 4월 N시리즈의 도약판이었다. 그 후속작은 N70이다.

## 특징
이 장치는 블루투스, 1.3메가픽셀 고정 초점 카메라, 전면 VGA(0.3메가픽셀) 화상 통화 카메라, 핫스왑 가능한 DV-RS-MMC(Dual Voltage Reduced Size MMC) 메모리 확장 카드 지원, 스테레오 오디오 재생 및 2.1 지원 기능을 갖추고 있다. 176x208, 18비트(262,144) 컬러 디스플레이로 환경에 따라 밝기가 자동으로 조절된다.
6680은 여전히 고급 3G 장치이다. 마이크로소프트 오피스 호환 소프트웨어를 포함하여 사무실 및 개인 관리 기능을 제공하는 스마트폰이다. 전화기는 처음에 혁신적인 활성 대기 모드를 제공했지만 일부 네트워크 운영자(예: Orange)는 자체 펌웨어를 사용하여 이 모드를 제거했다. 그러나 휴대폰은 충돌 및 보안 문제를 포함하여 평소보다 많은 수의 버그로 인해 손상되었다. 이 전화기는 사용 가능한 메모리가 상대적으로 제한되어 일부 리뷰에서도 비판을 받았다.
6680은 표준 RS-MMC 카드 외에도 MMCmobile로도 판매되는 DV-RS-MMC(Dual Volt Reduced Size MMC) 카드를 사용할 수도 있다. 이 카드는 RS-MMC와 동일한 폼 팩터를 가지고 있지만 DV-RS-MMC는 하단에 두 번째 행의 커넥터가 있다. 업그레이드된 카드가 3.0V 외에 1.8V도 지원하는지 확인이 필요하다.
이 전화기는 GSM 900/1800/1900 및 3G 네트워크의 UMTS 2100에서 작동한다.
개발 과정에서 6680의 코드명은 Milla였다.
이 핸드셋은 이전 제품인 노키아 6630과 유사했다. 주요 변경 사항은 새로운 "활성 대기" 기능, 대면 화상 통화 기능, 카메라 플래시, 더 나은 화면 및 개선된 스타일이었다.
이 장치의 하드웨어 애플리케이션 플랫폼은 OMAP 1710이다.

### 제품 페이지
- Nokia 6680 Official product page
- Nokia 6681 보관됨 2009-01-31 - 웨이백 머신
- Nokia 6682
- Rui Carmo's 6680 first impressions
- OCW's 6680 review
- 6680 review and specifications roundup
- Texas Instruments OMAP 1710
- Texas Instruments OMAP 1710

### Forum Nokia specifications
- Nokia 6681 보관됨 2009-02-08 - 웨이백 머신
- Nokia 6682 보관됨 2009-02-03 - 웨이백 머신
- Nokia 6680